# Asthenotricha tripogonias
Asthenotricha tripogonias là một loài bướm đêm trong họ Geometridae.